# Малое Кривощёково
Малое Кривощёково (Малокривощёкова) — деревня, находившаяся на западном берегу Оби на территории современного левобережья Новосибирска. Основана не ранее начала XVIII века.

## История
Малое Кривощёково, вероятнее всего, возникло не раньше начала XVIII века как филиация Кривощёковской деревни.
В 1760-х годах в деревне жило 7 семей: А. Устинова, А. Брагина, П. Таскина, С. Харлапанова, И. Седельникова, В. и И. Кривошеиных. В 1777 году — семья Г. Мордвина.
В 1823 году окладную книгу деревни «открывал» Григорий Егоров (род. 1746), глава семьи Кривошеиных. Численность населения Малого Кривощёкова к этому времени практически сравнялось с численностью волостного центра. Поголовье скота состояло из 400 голов (из них 200 лошадей), объём пашни — 153 десятин. В среднем каждый двор располагал 7 дес. пашни и 18 гол. скота.
К 1823 году жителями Малого Кривощёкова были: Брагины (5 семей), Кривошапкины (3 семьи), Седельниковы (2 семьи), Гусельниковы (2 семьи), Пупковы (2 семьи), Плотниковы (2 семьи), Артамоновы (1 семья), Мордвины (1 семья), Овчинниковы (1 семья), Устиновы (1 семья). Высшие группы деревни составляли 26%, середняки — 22%, другие (беспосевные, бедные, неимущие) — 52%. Самый обеспеченный двор был у 70-летнего Ивана Ивановича Мордвина, ему принадлежало 3 дома, 100 гол. скота., 30 дес. пашни, 5 работников мужского пола, в семье было не менее 15 душ (из них 7 ревизских душ муж. пола). Иван Аверкиев Брагин владел 25 гол. скота и 6 дес. пашни при 2 ревизских душах семьи и 1 работнике.
К 1842 году количество семей увеличилось до 38, население составило 120 ревизских душ муж. пола, поголовье скота равнялось 550 (из них 280 лошадей). Также в 2 раза увеличилась (320 дес.). В среднем одна семья владела 8,8 дес. пашни и 15,5 гол. скота. Число зажиточных и богатых составляло 30% (11 дворов), середняцких групп — 42% (15 дворов), других — 28%. Семья И. Брагина по-прежнему оставалась богатой (15 дес. пашни при 2 рабочих, 20 лошадей и 15 коров). Более состоятельной стала семья Половниковых (17 дес. при 1 работнике и 27 гол. скота), в экономическом плане укрепились также хозяйства детей Мордвина — Ильи и Петра, общая запашка которых равнялась 43 дес., а совокупное количество скота — 83 гол., при 4 работниках муж. пола и семье с 8 ревиз. душами. Кроме того, Пётр и его брат Матвей устроили пасеку в 11 ульев. Семён Брагин также занялся пчеловодством.
В 1858 году по населению и дворности деревня обогнала центр волости и заняла по этому показателю 2 место после Ересной деревни. В Малом Кривощёкове насчитывалось 66 дворов и 364 душ обоего пола (из них 174 — мужчины).
В 1893 году в деревне было 113 крестьянских дворов и 1 некрестьянский, проживали 220 мужчин и 259 женщин, работали 2 мелочных лавки и 1 питейное заведение.
В 1911 году в Малом Кривощёкове жило 1548 человек (мужчин — 753, женщин — 795); количество дворов составляло 258, объём пашни — 7414 дес. В деревне имелись 1 училище М. Н. П., 1 пивная и 2 торговых лавки, хлебозапасный магазин.
В 1930 году возле деревни началось строительство Комсомольского железнодорожного моста. Во время стройки жители Малого Кривощёкова зарабатывали на выкатке леса, который доставляли сплавщики. В этом же году поселение вошло в состав Новосибирска.

## Выборные должности
В 1823 году в должности сельского старосты был Тимофей Андреев Плотников (также «заведывал и дер. Огурцово»), в должности «добросовестных роскладчиков» были Пётр Иванов Мордвин и Василий Степанов Половников.
В 1842 году сельская власть перешла Игнатию Тимофееву Плотникову, сыну прежнего старшины. Развёрстку налогов доверили Даниле Матвееву Мордвину и Ивану Степанову Половникову, которые происходили из тех же семей, что и «роскладчики» 1823 года.

## Известные жители
- Григорий Фёдорович Мозгунов (1885—1945) — полный Георгиевский кавалер, участник Русско-японской и Первой мировой войн[3][4].
- Иван Арсентьевич Невзоров (1903—1997) — советский военный деятель. Участник советско-финляндской войны. В годы Великой Отечественной войны — штурман 262-й ночной бомбардировочной авиационной дивизии 17-й воздушной армии на Юго-Западном фронте, майор. Подполковник (1956). Кавалер ордена Ленина (1950). Член ВКП(б) с 1930 года.